# Solnečnyj (Oblast' di Tver')
Solnečnyj (in russo Солнечный?) è un insediamento di tipo urbano della Russia europea, situato nell'oblast' di Tver'. È un'entità amministrativo-territoriale chiusa (ZATO).
Si trova sull'isola Gorodomlja, la seconda isola più grande del lago Seliger.